# Světelná setkání
Světelná setkání (1976, Begegnung im Licht: phantastische Geschichten) je antologie vědeckofantastických povídek spisovatelů bývalé Německé demokratické republiky, kterou uspořádal Helmut Fickelscherer. V originále obsahuje čtyřicet pět povídek od osmnácti autorů. Povídky jsou rozděleny do čtyř částí:
- Reiseland Kosmos (Cestování Vesmírem) – 11 povídek,
- Der Bewohnte Planet Erde (Obydlená planeta Země) – 10 povídek,
- Besuche und Gegenbesuche (Vzájemné návštěvy) – 12 povídek,
- Die Andere Dimension (Další rozměr) – 12 povídek.

## České vydání
Roku 1982 vydalo z této antologie nakladatelství Albatros výbor dvaceti jedna povídek. Kniha vyšla jako sto padesátý svazek sešitové edice Karavana. Výbor uspořádal a povídky přeložil Antonín Tejnor, sešit ilustroval James Janíček.

## Obsah českého vydání
- Cestování vesmírem:
  - Gunter Metzner: Setkání ve světle (Begegnung im Licht),
  - Frank Quilitzsch: Osamělí na měsíci Kallisto (Die Einsamen auf Kallisto),
  - Michael Szameit: Dovolená po aldebaransku (Urlaub auf aldebaranisch),
  - Wolfgang Köhler: Raymondova planeta (Raymonds Planet),
  - Gunter Metzner: Trinicie (Trinicia),
  - Frank Quilitzsch: V zajetí psů (Von Hunden umzingelt).
- Obydlená planeta Země:
  - Wolfgang Schilf: Návrat (Die Heimkehr),
  - Frank Rychlik: Krok odtamtud (Der Schritt aus dem Jenseits),
  - Hans-Jürgen Dittfeld: C 17 (Z 17),
  - Erik Simon: Poslední (Der Letzte).
- Vzájemné návštěvy:
  - Erik Simon: Odchod do zaslíbené země (Auszug ins Gelobte Land),
  - Wolfram Kober: Úkol Lemur (Auftrag Lemur),
  - Erik Simon: Tato planeta je obydlená (Dieser Planet ist bewohnt),
  - Michael Szameit: Zvíře (Das Tier).
- Další rozměr:
  - Erik Simon: Pavouk (Die Spinne),
  - Wolfgang Köhler: Dvě hodiny (Zwei Stunden),
  - Rolf Krohn: Jasnovidec (Der Hellseher),
  - Erik Simon: P (W),
  - Erik Simon: E (E),
  - Rolf Krohn: Zastávka (Der Haltepunkt),
  - Jörg Gernreich: Omyl Simona Keathe (Der Irrtum des Simon Keath).